# 데일리줌
데일리줌(Daily Zoom)은 2004년 창간하여 2009년 경영 악화로 폐간한 일간 신문이다. 다른 무료 일간지와의 차별화를 위해 신문 내용의 절반 이상을 만화로 채웠지만 시장에 먼저 진입한 타 신문사들과의 경쟁에서 밀리게 되었다.